# حسین سعید
حسین سعید محمد  (عربی: حسين سعيد محمد؛ زاده ۲۱ ژانویهٔ ۱۹۵۸) یک فوتبالیست سابق عراقی است که در پست مهاجم بازی می‌کرد و رئیس سابق اتحادیه فوتبال عراق بود. سعید با ۷۸ گل در جایگاه دوازدهم فهرست بهترین گلزنان بین‌المللی قرار دارد. او به همراه احمد راضی بهترین بازیکن عراقی قرن بیستم است و در فهرست بهترین بازیکنان قرن آسیا در جایگاه بیست و پنجم قرار دارد. ۷۸ گل بین المللی حسین، او را در حال حاضر به گلزن ترین بازیکن تیم ملی عراق تبدیل کرده است.
وی همچنین در تیم ملی فوتبال عراق بازی کرده‌است، و سابقه بار ها گلزنی برای تیم ملی این کشور را در کارنامه خود دارد.